# Patricia Churchland
Patricia Smith Churchland, kanadsko-ameriškega analitična filozofinja, * 16. julij 1943, Oliver, Britanska Kolumbija, Kanada.
Patricia Churchland je znana predvsem po svojih velikih zaslugah in prispevkih na področju nevrofilozofije in filozofije uma. V svojih raziskavah se ukvarja predvsem s povezavo med filozofijo, nevroznanostjo in človeškim umom.  Od leta 1984 poučuje na Univerzi Kalifornije v San Diegu in ostalih raziskovalnih institucijah. Poročena je s filozofom Paulom Churchlandom. Revija The New Yorker opaža tudi podobnost o razmišljanju filozofskega para, in sicer da je delo para lahko tako podobno, da je par sam včasih tudi tema razpravljanja, bodi si v časopisih ali pa knjigah, saj se kažejo tako izrazite podobnosti, kot da bi bil par ena oseba.

## Življenjepis

### Zgodnje življenje in izobrazba
Rojena je bila v Kanadi, natančneje v mestecu Oliver v Britanski Kolumbiji in vzgojena na farmi v dolini Okanagan. Njeni starši v nasprotju z njo niso imeli visoke izobrazbe. Mama je opravljala poklic medicinske sestre, medtem ko je njen oče delal pri lokalnem časopisu in hkrati skrbel še za kmetijo. Svojo izobraževalno pot je začela v osnovni šoli in jo nadaljevala na Univerzi Britanske Kolumbije, kjer je leta 1965 diplomirala z odliko. podiplomski študij je nadaljevala na Univerzi v Pittsburghu, ki ga je leta 1966, s pomočjo štipendije Woodrow Wilson Fellowship, opravila z magisterijem. Nato je študirala še na Oxfordu v Angliji, z nazivom članice britanskega odbora (British Council Fellow)) in članice kanadskega odbora (Canada Council Fellow) s pridobitvijo naziva diplomantke filozofije leta 1969.

### Akademska kariera
Svojo akademsko pot je začela na Univerzi Manitobe, kjer je kot asistentka delala od leta 1969 do 1977. Od 1977 do 1982 leta je delala kot izredna profesorica, od 1983 naprej pa je bila uradno zaposlena kot redna profesorica. Prav na tej univerzi je začela s svojim študijem nevroznanosti s pomočjo profesorice fiziologije, Larry Jordan. Leta 1982 do 1983 se je udeleževala krožka Družbenih znanosti (Social Science) na Inštitutu za višji študij v Princentonu. Leta 1984 ji je bila ponujena tudi služba profesorice na filozofskem oddelku Univerze Kalifornije v San Diegu, ki jo je sprejela in se z možem preselila iz Kanade v Ameriko, kjer živita še danes. Od leta 1989 je, poleg zaposlitve na UCSD, delala še na Salkovem inštitutu za biološke študije, kjer pa je spoznala virologa in odkritelja cepiva proti otroški ohromelosti Jonasa Salka, po katerem se ta inštitut tudi imenuje. Ta je bil zanjo zelo pomemben, saj ji je dal veliko spodbude za nadaljnjo preučevanje nevropsihologije, medtem ko drugi nad to idejo niso bili navdušeni. Druga zelo pomembna oseba, ki je Patricio podpirala pri njenem delu, je bil soodkritelj molekule DNK Francis Crick, ki se je kasneje usmeril v nevroznanost in ga je tudi spoznala na Salkovem Inštitutu. Tam je sodelovala v laboratoriju skupaj s strokovnjakom za nevronske mreže in umetno inteligenco Terrencom Sejnowskim. Sodelovanje s Sejnowskim se je izkazalo za zelo produktivno, saj je z njim napisala knjigo z naslovom The Computational Brain leta 1993. Leta 1999 je bila imenovana za predsednico profesorjev filozofije (UC President's Professor of Philosophy) na UCSD in prav tako vodila katedro za filozofijo na UCSD med leti 2000 in 2007.
Prisotna je bila tudi v vlogi govornice na posvetnih simpozijih Beyond Belief, in sicer leta 2006, 2007 in 2008.

### Osebno življenje
Patricija je svojega moža, Paula Churchlanda, spoznala na Univerzi v Pittsburghu med skupnimi predavanju o Platonu. Vse od takrat sta bila par in se po diplomiranju na Oxfordu tudi poročila. Skupaj imata dva otroka; Marka M. Churchlanda (rojen 1972) in Anne K. Churchland (rojena 1974), ki sta, tako kot njuna starša, nevroznanstvenika.

## Filozofske usmeritve
Churchlandova se je osredotočila na povezavo med nevroznanostjo in filozofijo. V skladu z njo se filozofi vse bolj zavedajo, da morajo za razumevanje človeškega uma razumeti človeške možgane. Povezana je  s posebnim slogom mišljenja, imenovanim eliminativizem (eliminative materialism), ki problematizira splošno sprejetost pojmov iz psihologije vsakdanjega življenja, kot so misli, svobodna volja in zavest. Le-te bi morali biti, po načelih misli, svobodne volje in zavesti, pregledni in predelani v fizično reduciran opazovani odsek, kot to naredijo nevroznanstveniki in s temi metodami odkrijejo več pomembnih dejstev in spoznanj o naravi možganskih funkcij. Leta 2014 je bila vidna kratka izmenjava mnenj in perspektiv na to temo med Churchlandovo in britanskim filozofom Colinom McGinnom na straneh New York Review Of Books.

## Nagrade in priznanja
- National Science Foundation Research Grant, 1987-89
- Faculty Research Lecture Award. University of California, San Diego, 1988
- Chancellor’s Associate Award. University of California, San Diego, 1988
- James S. McDonnell Research Grant, 1988-89
- James S. McDonnell Research Grant, 1989-90
- MacArthur Fellowship, 1991 za MacArthur Foundation Research Fellow  1991-96
- Humanist Laureate, International Academy of Humanism, 1993 oz. Elected, Academy of Humanism  1993
- Honorary Doctor of Letters, University of Virginia, 1996
- Presidential Chair in Philosophy, 1999-PRESENT
- Honorary Doctor of Law, University of Alberta, 2007
- Rossi Prize in Neuroscience. Pavia, Italy 2008
- Distinguished Cognitive Scientist, UC, Merced Cognitive and Information Sciences program, 2011

## Dela

### Samostojna
- Churchland S., Patricia: Neurophilosophy: Toward a Unified Science of the Mind-Brain. Cambridge, 1986
- Churchland S., Patricia: Brain-Wise: Studies in Neurophilosophy. Cambridge, 2002
- Churchland S., Patricia: Braintrust: What Neuroscience Tells Us about Morality. eknjiga, 2011 ISBN 9781400838080
- Churchland S., Patricia: Touching A Nerve: The Self As Brain. 2013 ISBN 978-0393058321

### Soavtorstvo ali uredništvo
- Churchland S., Patricia; Sejnowski, T. J.: The Computational Brain. Cambridge, 1992
- UREDNICA: Neurophilosophy and Alzheimer's Disease. Urejala Y. Christen in Patricia S. Churchland. Berlin, 1992
- UREDNICA: The Mind-Brain Continuum. Urejala R.R. Llinás in Patricia S. Churchland. 1992
- Churchland S., Patricia; Churchland, Paul M.: On the Contrary: Critical Essays 1987-1997. Cambridge, 1998

### Članki
Poleg lastnih del sta bila Patricia Churchland in njen mož Paul osrednja lika tudi nekaj filozofskim kritičnim člankom in spisom. Med njimi izstopata:
- The Churchlands and Their Critics. (1996) Robert N. McCauley. Hoboken, New Jersey: Wiley-Blackwell
- On the Churchlands. (2004) William Hirstein. Florence, Kentucky: Thomson Wadsworth

### Dela, prevedena v slovenščino
- Churchland S.,  Patricia; Churchland, Paul M.: Interteoretska redukcija : področni vodnik za nevroznanstvenike; prevedel S. V. (članek), 2004
- Smith Churchland, Patricia: Spoznavna teorija v obdobju nevroznanosti; prevedla Z. E. in V. P. (članek), 1989

### Omemba v slovenščini
- Eliminativizem: O. Markič, Filozofija v kognitivni znanosti, s.93